# Санта-Мария-дей-Мираколи (Венеция)
Церковь Са́нта-Мари́я-дей-Мира́коли (итал. La chiesa di Santa Maria dei Miracoli, дословно — «Церковь Святой Марии Чудес») — церковь в Венеции эпохи раннего Возрождения в сестиере (районе) Каннареджо. Известна также как «мраморная церковь» (chiesa di marmo).

## История
Во второй половине XV века в доме торговца из Ломбардии Анджело Амади находился живописный образ Мадонны. Жители этого района Венеции считали его чудотворным, и приходили в дом просить о многочисленных милостях. Поэтому возникла необходимость воздать должное Святой Деве, сооружением, достойным Её чудес. Проект был поручен архитектору Пьетро Ломбардо, который с помощью своих сыновей Туллио (1455—1532) и Антонио Ломбардо (1458—1516) спроектировал и построил за восемь лет этот небольшой храм (1481—1489). Церковь была освящена 31 декабря 1489 года, но отделка длилась до 1494 года.
В 1990—1997 годах, в течение долгих семи лет, церковь была полностью отреставрирована. Она является частью ассоциации «Chorus Venezia» (организация, целью которой является сохранение церквей Венеции).

## Архитектура
Церковь Санта-Мария-дей-Мираколи замечательна мраморной облицовкой внутри и снаружи, резьбой и инкрустацией из разноцветного мрамора: квадратами, крестами, кругами. По преданию на строительстве использовали мрамор, оставшийся от возведения Собора Святого Марка: тосканский павонацетто (с тёмными прожилками), истрийский камень, зеленоватый змеевик, мраморы жёлтого и красно-коричневого оттенков. Купол церкви построен в 1528 году и увенчан пятьюдесятью портретами пророков и святых.
Церковь часто сравнивают с драгоценной шкатулкой. Этому способствует необычный полуциркульный (лучковый) фронтон с большими круглыми розетками на фасаде церкви. Фасад обработан пилястрами коринфского ордера на первом ярусе и ионического ордера с необычными капителями на втором, и изящными архивольтами. В малом лучковом фронтоне над входным порталом церкви установлен горельеф — бюст Мадонны с Младенцем работы Джованни Джорджио Ласкариса (1480).
Церковь имеет один большой неф, перекрытый коробовым резным деревянным сводом, состоящим из пятидесяти двух позолоченных кессонов с живописными изображениями сивилл и пророков, и приподнятый пресбитерий с лестницей, ведущей на антресольный этаж, украшенный четырьмя статуями: святых Антония Падуанского и Кьяры, архангела Гавриила и сцены Благовещения, а также двумя многоугольными кафедрами из полихромного мрамора работы Пьетро Ломбардо при сотрудничестве сыновей. Пол, как и стены внутри, также выложены разноцветным мрамором. Рельефами покрыты пилястры базы и постаменты. На главном алтаре находятся две бронзовые статуи работы Чезаре Гроппо: святых Петра и Антония, которые обрамляют маленькое «чудесное» панно, изображающее Мадонну, стоящую на цветущем лугу на красном фоне с Младенцем Иисусом на руках.
Примечательно, что в архитектуре Архангельского собора, расположенного на Соборной площади Московского Кремля, построенного в 1508 году по проекту итальянца Алевиза Нового, встречаются аналогичные элементы: ордерные пилястры с растительными капителями, многопрофильные карнизы и, согласно реконструкции В. Н. Меркеловой, сочетание малых и больших круглых окон-розеток в центральном люнете западного фасада (сохранились в изменённом виде). Подобные приёмы продемонстрированы также на южном фасаде венецианской Скуолы Гранде ди Сан-Марко (архитекторы П. Ломбардо и М. Кодуччи, 1485—1505).

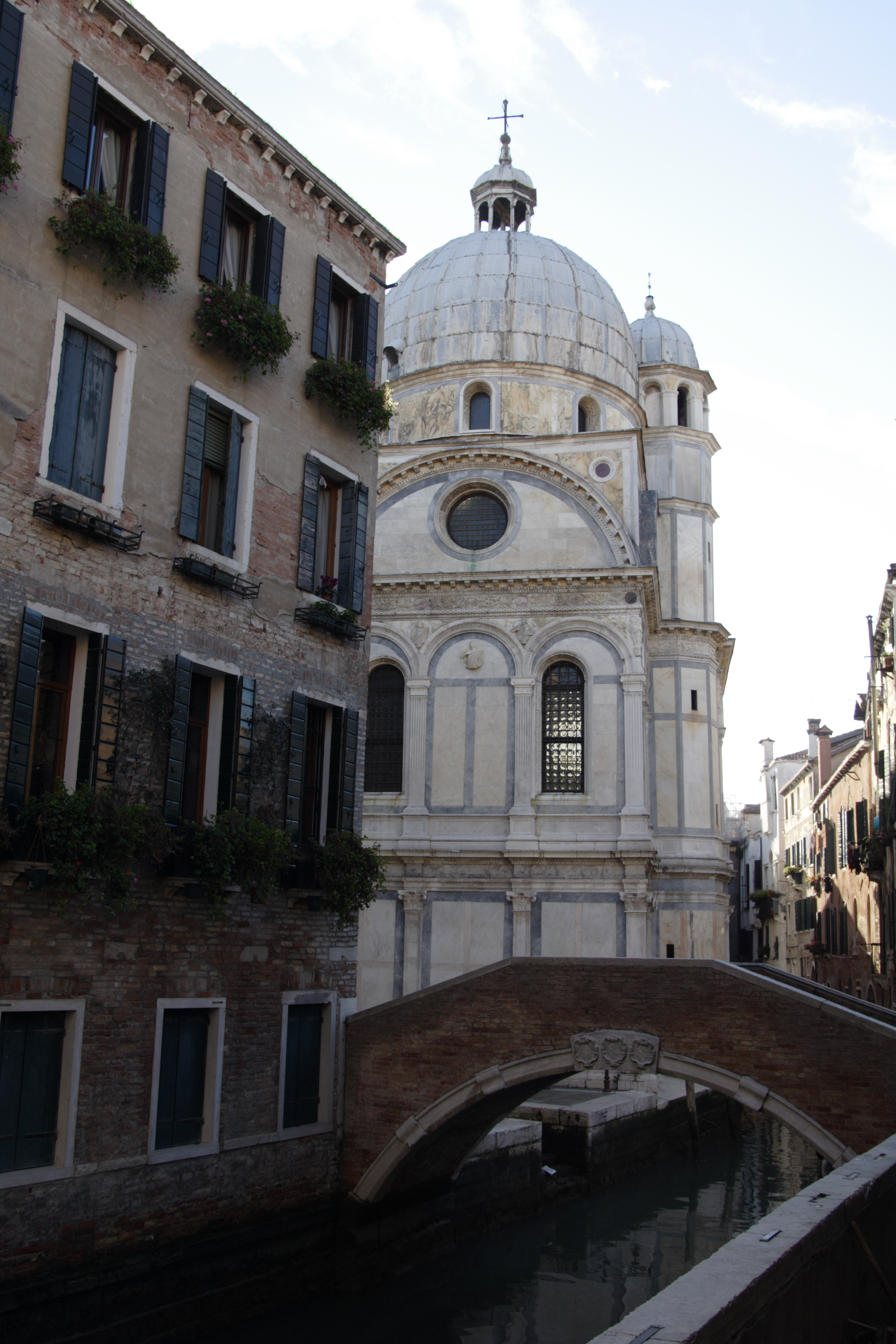
Церковь в окружающей застройке
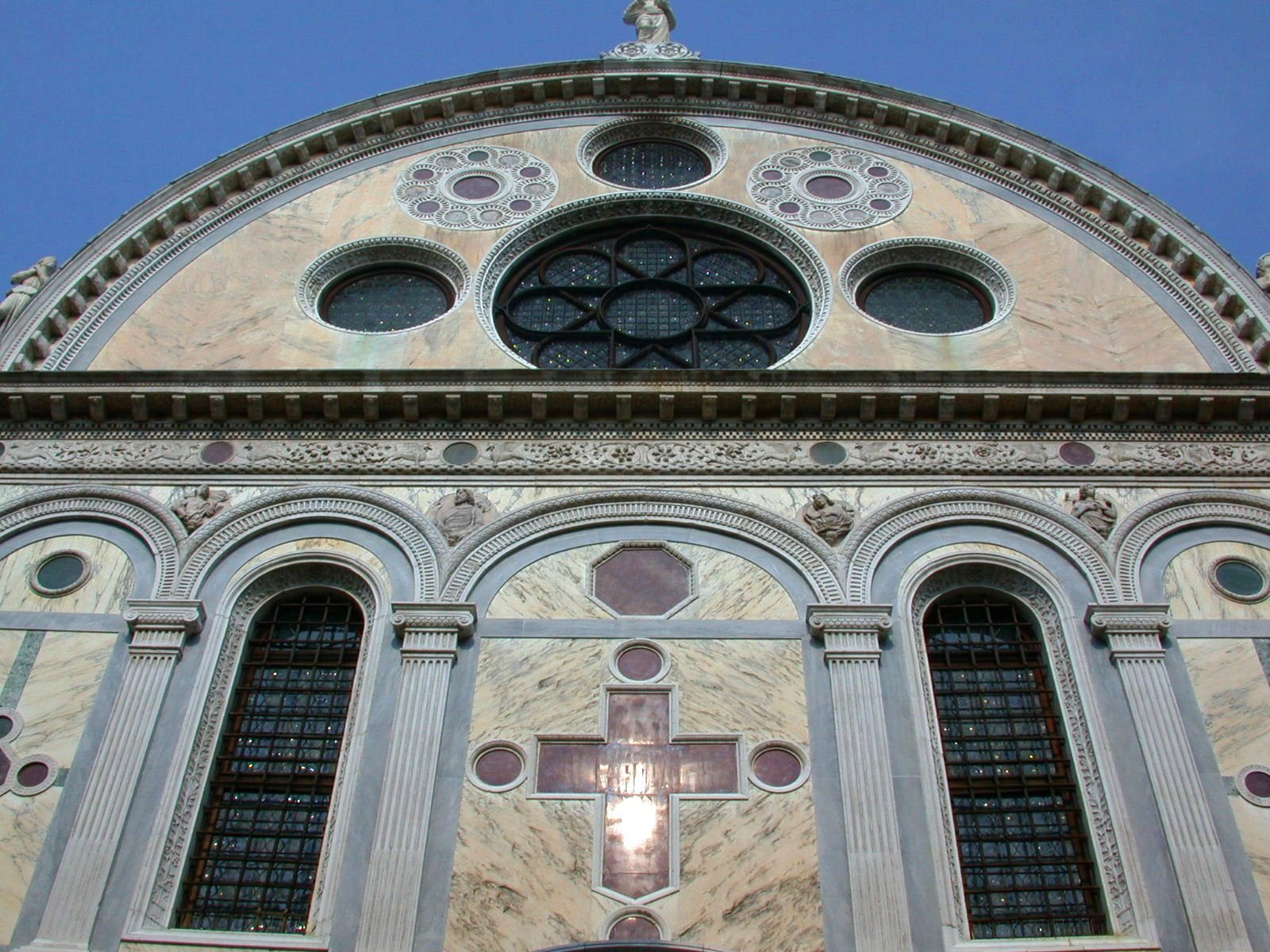
Фасад. Верхняя часть
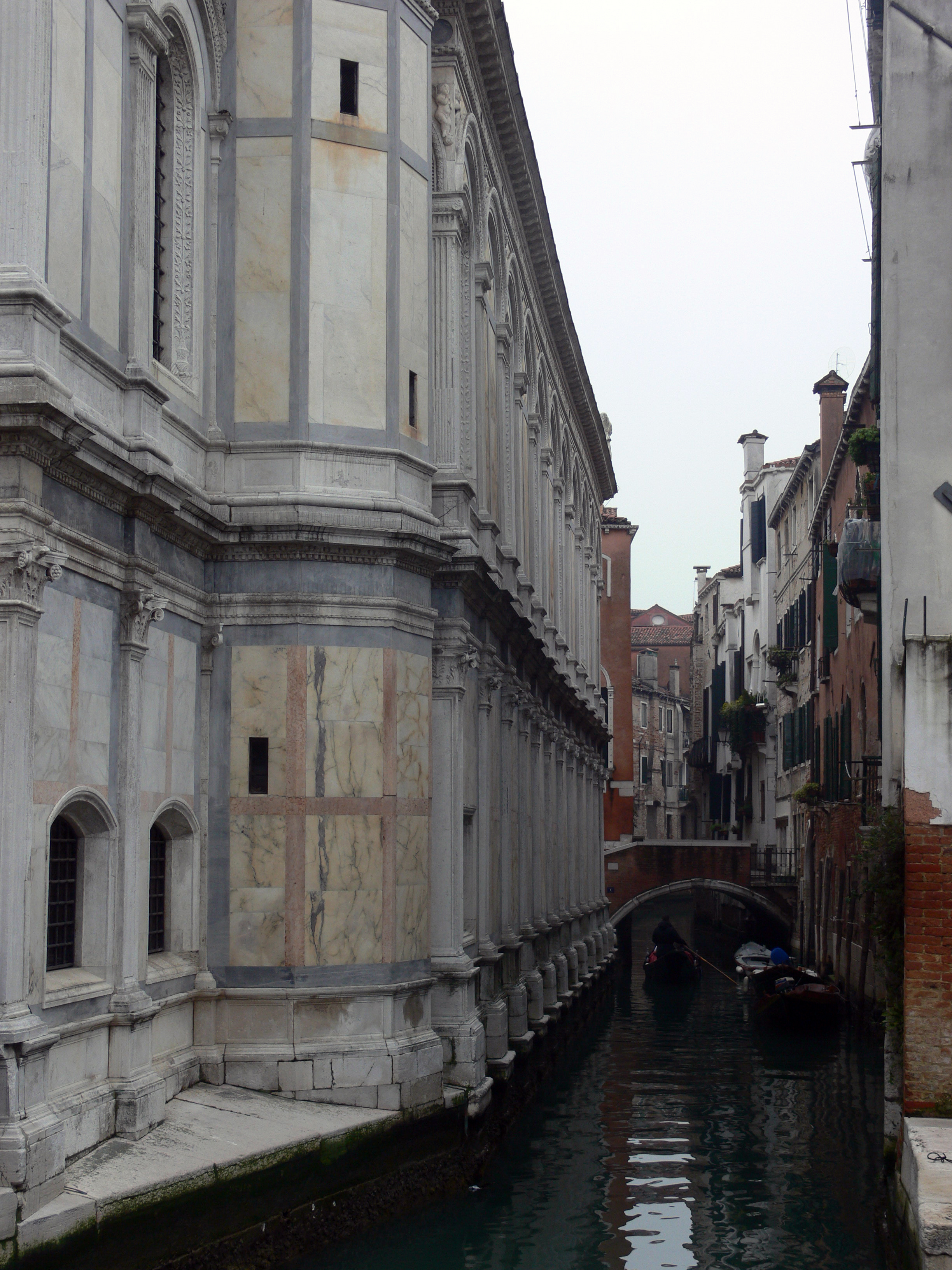
Боковой фасад церкви
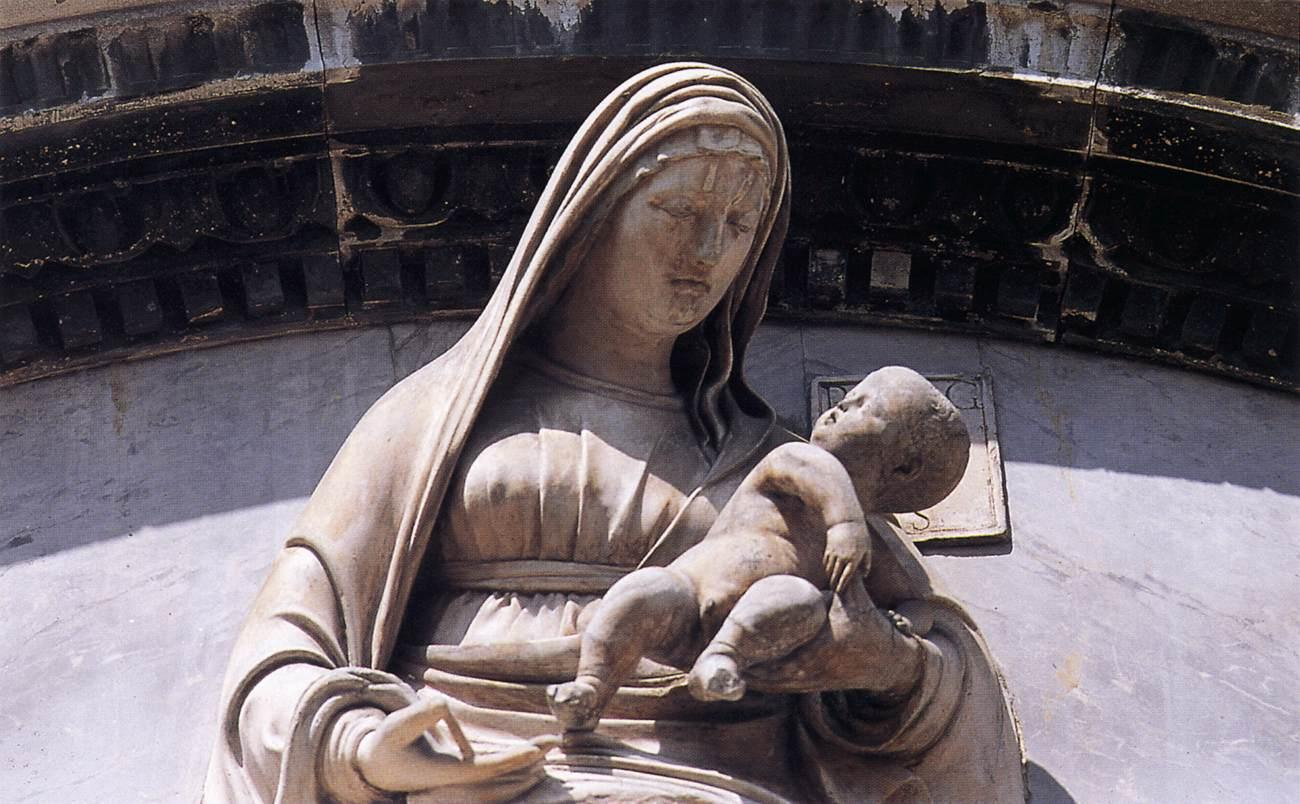
Скульптура Мадонны с Младенцем на фасаде. Дж. Ласкарис. 1480
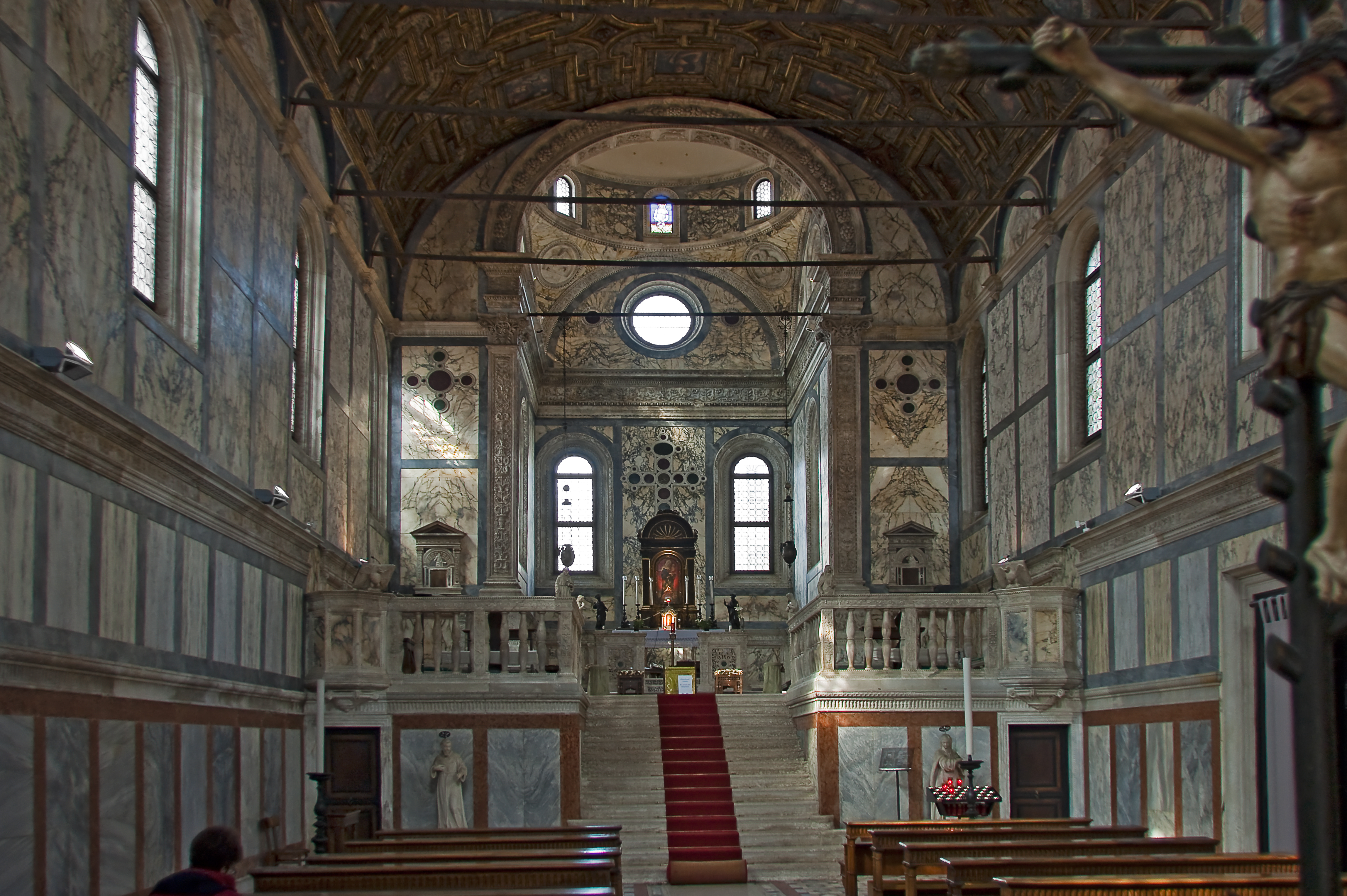
Интерьер
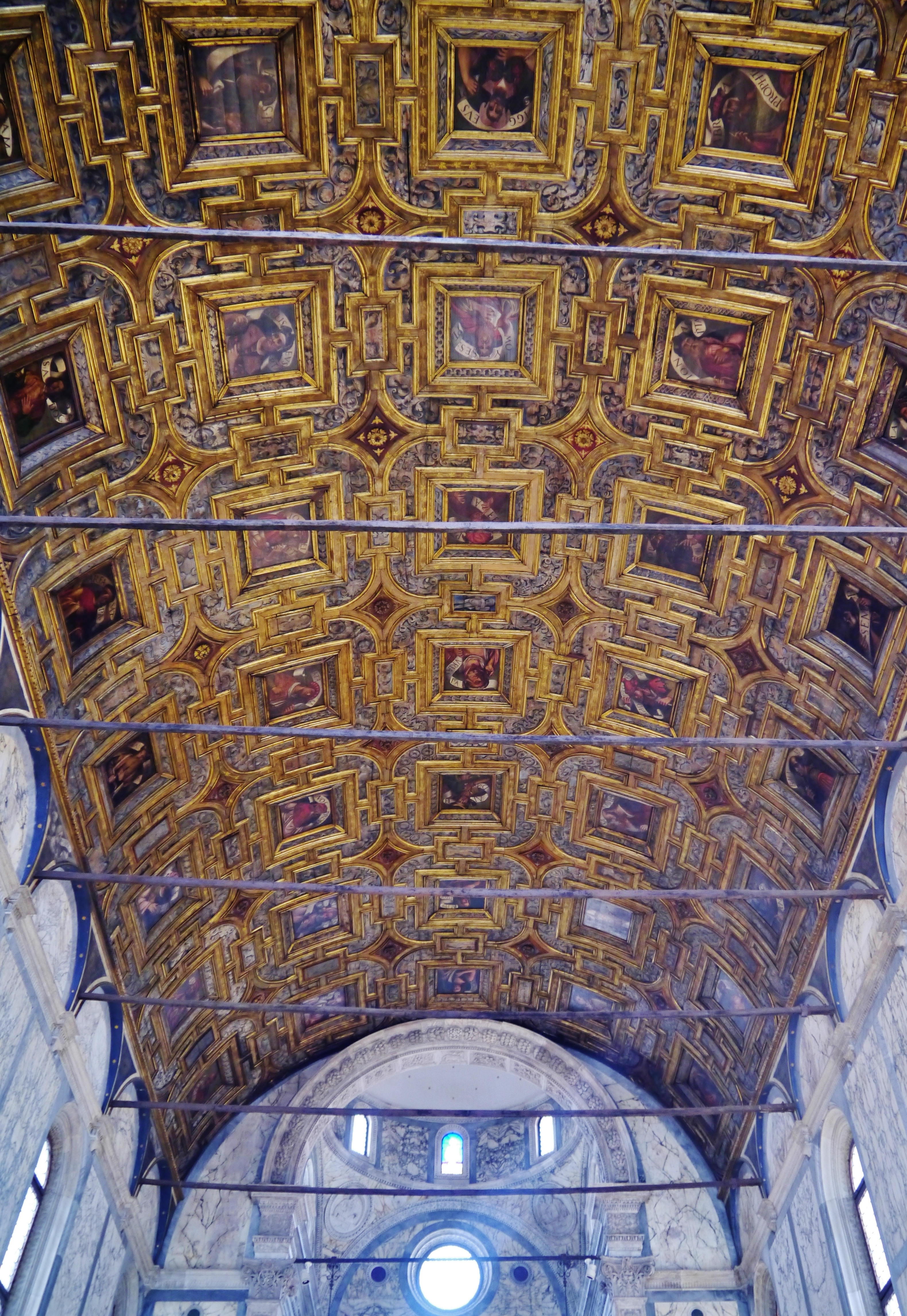
Свод
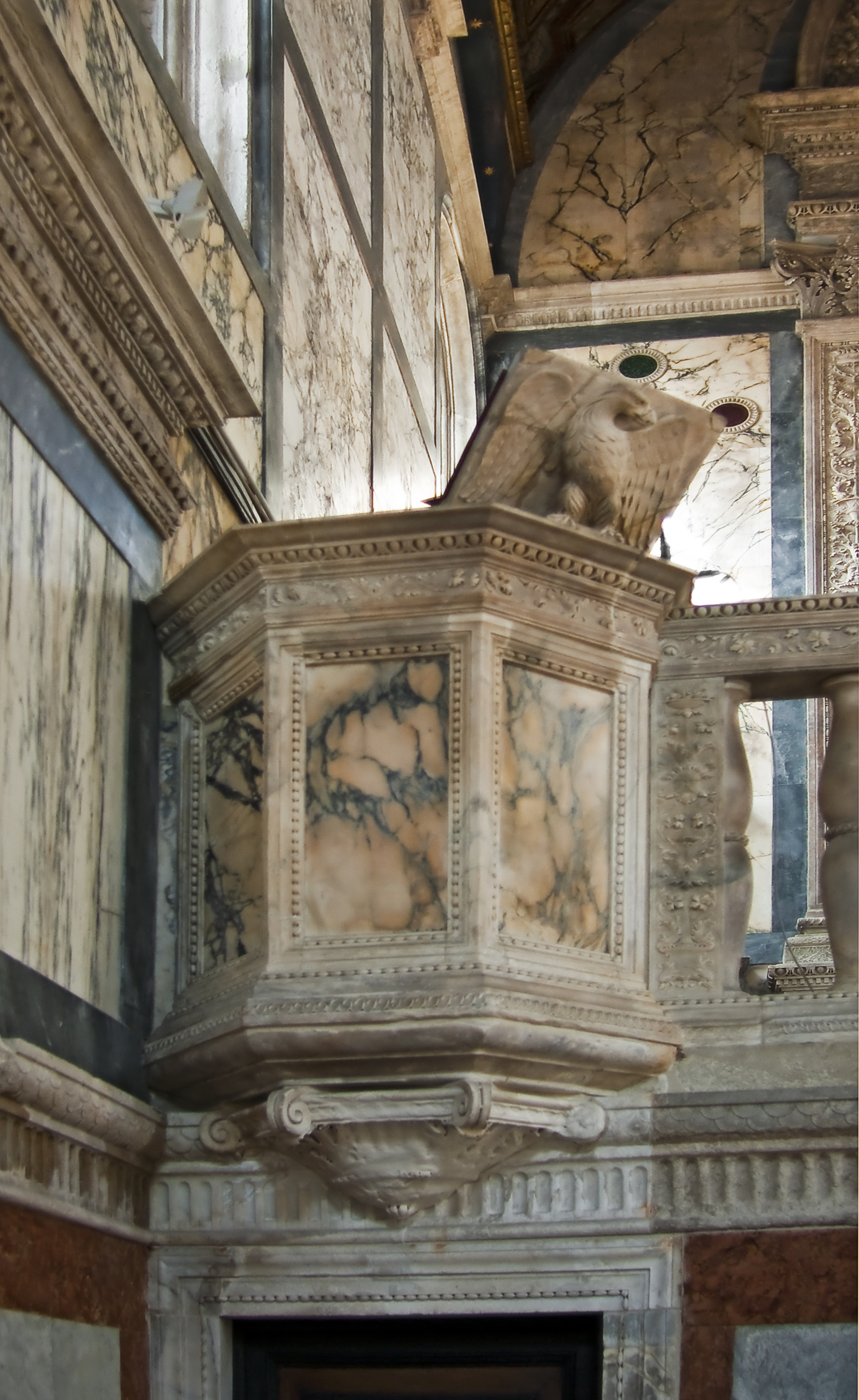
Кафедра
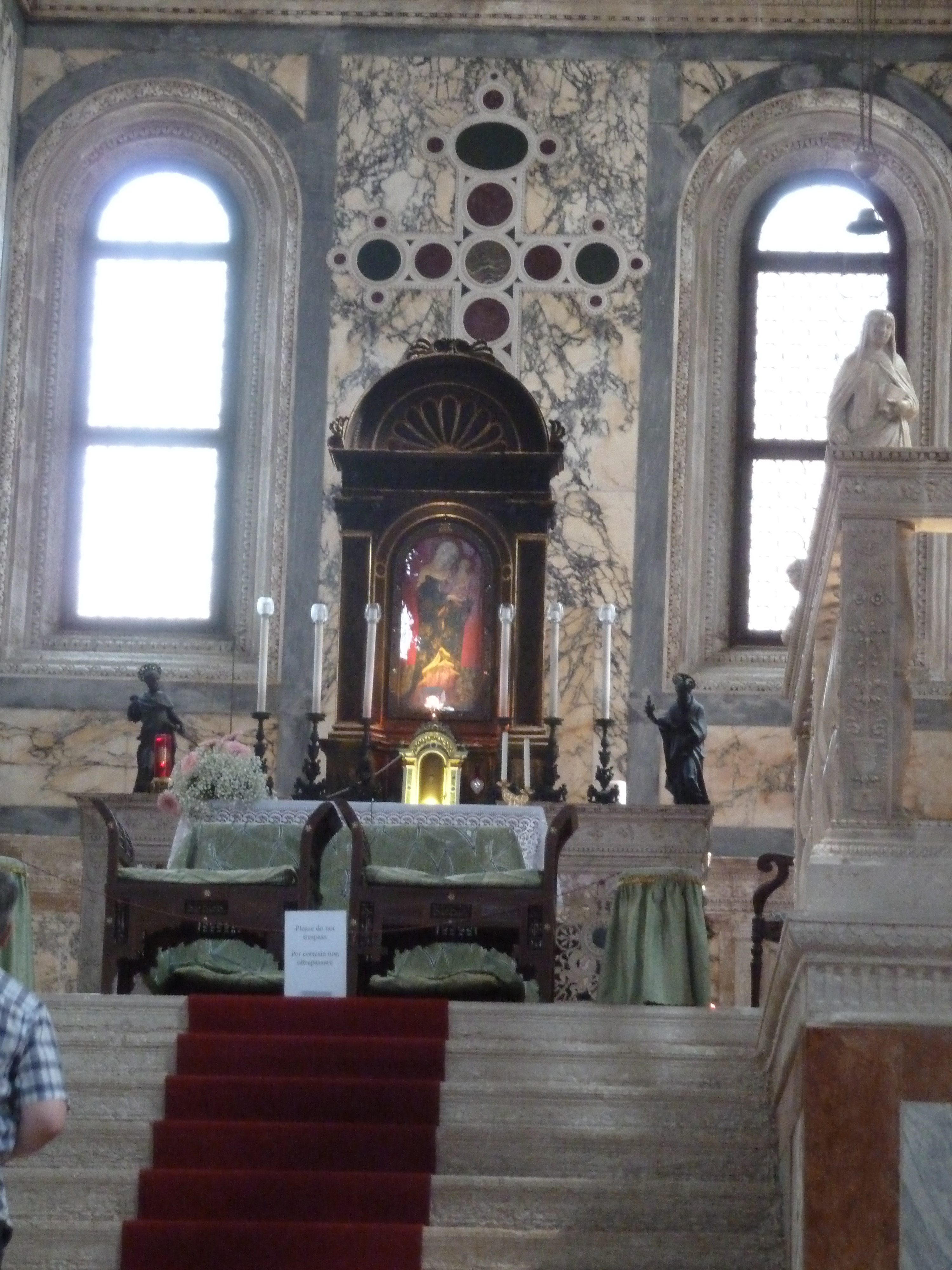
Алтарь
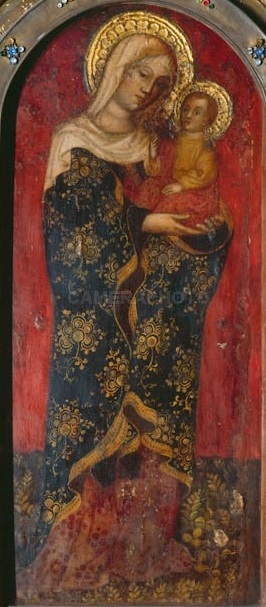
Мадонна дей Мираколи